# アケローン川
アケローン川（古代ギリシア語: Ἀχέρων）は、ギリシア北西部のイピロス地方を流れる川。古代ギリシア神話ではカローンが死者の魂を冥界ハーデースへと渡す、地下世界の川ステュクスの支流と信じられた。
アケロンという名前はἄχοςに由来し、ため息の川を意味する。また別の説によれば、響く・騒音を立てるという意味のἂχηの語根ἀχと、流れるという意味のἠχέωからなり、水が勢いよく音を立てて流れる川を意味する。
現代ギリシャ語（ディモティキ）ではアヘロンタス川（Αχέροντας）という語形になる。ヨアニナ県南西部のゾティコに源を発し、テスプロティア県東南部を通過して、プレヴェザ県パルガ (Πάργα) 付近でイオニア海に注ぐ。

## 神話におけるアケローン川
アケルージアと呼ばれる湖と今もアケローンと呼ばれる川が、近接するネクロマンテイオンの遺跡とともに、コルフ島対岸の本土側パルガ（el:Πάργα）近郊にある。
アケローン川のもう一つの支流が、アケルージアン洞窟（今のトルコのエレーリ）で地表に湧き出ると信じられ、ロドスのアポローニオスの伝えるところでは、アルゴ船の乗組員によって目撃されたとのことである。
イタリア半島に植民したギリシア人たちは、アケローン川が流れ込むアケルージア湖と、アヴェルナス湖（la:Avernus）を同一視した。
プラトンは、『パイドン』の中で、アケローンを世界で2番目に大きな川であるとし、これを超えるのはオーケアノスのみであるとしている。彼は、アケローン川は人の住まない地の大地の下をオーケアノスとは逆の方向に流れていると主張した。
ウェルギリウスは、『アエネーイス』第6巻の地下世界の記述の中で、他の地獄の川とともにアケローンに言及している。
ダンテの『神曲』“地獄篇”において、アケローン川は地獄前域で地獄との境界をなしている。ギリシア神話に従えば、渡し守カロン（カローン）がこの川を越えて死者の魂を地獄へ渡しているという。

### 神としてのアケローン
アケローンの語は時として、ハーデースそれ自体を指すもの（提喩）として使われる。
このポタモイ（河の神）アケローンは、冥界のニュムペーのオルプネーあるいはゴルギューラとの間にアスカラポスをもうけた。